# Iglesia de los Dominicos (Bolzano)
La Iglesia de los Dominicos (en alemán: Dominikanerkirche; en italiano: Chiesa dei Domenicani) es una iglesia medieval en Bolzano (Bozen), Tirol del Sur, en el norte de Italia.
La iglesia, uno de los primeros ejemplos de la arquitectura gótica en Tirol, fue fundada por los dominicos después de su llegada, en un lugar que estaba entonces fuera de los muros de la ciudad. La construcción terminó en 1272, pero fue ampliada en el siglo siguiente. El barrio que se originó en la iglesia de los monjes y el convento se hicieron conocidos como Neustadt ("Nueva Ciudad") ; sus tierras cultivadas fueron nacionalizadas por el régimen fascista en 1930. La iglesia fue dañada por los bombardeos durante la Segunda Guerra Mundial.
La iglesia tiene una sola sala de dos filas de pilares octogonales. El presbiterio fue reconstruido en estilo barroco en el siglo XVIII; en 1458-1468 la iglesia y el claustro recibieron nuevas bóvedas de estilo gótico. Los cuatro capillas laterales, que datan del siglo XIV, fueron dañados en la guerra también.